# Saint-Victeur
 Saint-Victeur  es una población y comuna francesa, situada en la región de Países del Loira, departamento de Sarthe, en el distrito de Mamers y cantón de Fresnay-sur-Sarthe.

## Demografía
| 290 | 260 | 226 | 236 | 269 | 290 |
| Para los censos de 1962 a 1999 la población legal corresponde a la población sin duplicidades (Fuente: INSEE [Consultar]) |     |     |     |     |     |